# Auvillars
Auvillars (o.vi.laʁⓘ) es una población y comuna francesa, situada en la región de Baja Normandía, departamento de Calvados, en el distrito de Lisieux y cantón de Cambremer.

## Demografía
| 224 | 185 | 177 | 158 | 178 | 178 |
| Para los censos de 1962 a 1999 la población legal corresponde a la población sin duplicidades (Fuente: INSEE [Consultar]) |     |     |     |     |     |